# Helena Jurgielewicz (weterynarz)
Helena Jurgielewicz, także Helena Bujwidówna (ur. 7 czerwca 1897 w Krakowie, zm. 29 listopada 1980 w Warszawie) – pierwsza kobieta lekarz weterynarii w Polsce, działaczka ruchu oporu w okresie II wojny światowej. 

## Życiorys
Urodzona 7 czerwca 1897 r. w Krakowie, Helena Bujwidówna była najmłodszą córką Odona Bujwida i jego żony Kazimiery. Jej rodzeństwem byli Kazimiera, Zofia Mostowska, Jadwiga Demel, Jan i Stanisław Bujwid. W młodości brała udział w wyścigach rowerowych, uprawiała wioślarstwo, jeździectwo, narciarstwo i taternictwo. Jako pierwsza kobieta zimą zdobyła Wrota Chałubińskiego.
Absolwentka krakowskich Miejskiej Szkoły Gospodarstwa Domowego i I Gimnazjum Żeńskiego, od 1915 r. studentka Akademii Medycyny Weterynaryjnej we Lwowie. Była jedyną kobietą na tym kierunku studiów, trzy pierwsze lata jako wolna słuchaczka, dopiero na czwartym roku została formalnie przyjęta na studia, ale zaraz potem wybuchły walki o Lwów.

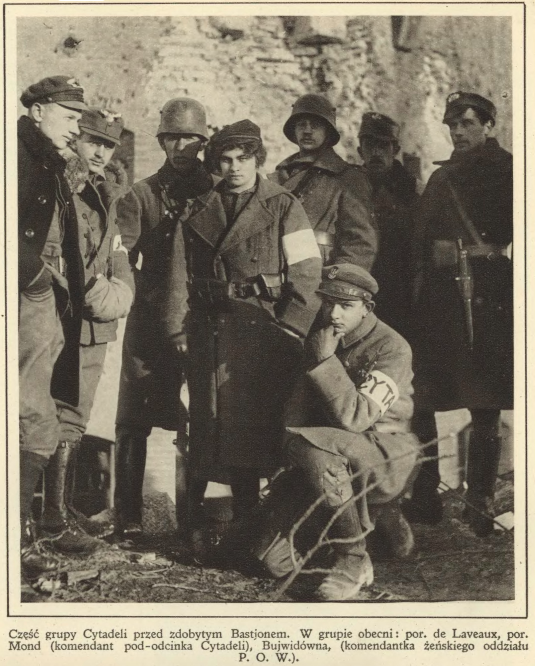
Grupa uczestników bitwy o Lwów przed zdobytą Cytadelą. Na środku Bujwidówna.

W 1918 roku jako jedna z 65 kobiet brała udział w walkach o Lwów przeciwko Ukraińcom w oddziale ppor. Bernarda Monda  jako snajper, za co została awansowana na starszego wachmistrza 5 Pułku Piechoty Legionów. 27 maja 1919 Naczelny Wódz Józef Piłsudski przyznał jej „prawo poborów i funkcji podporucznika podlekarza weterynaryjnego i korzystania z odznak oficerskich na czapce bez prawa używania innych odznak oficerskich”. W czasie walk o Lwów została lekko ranna, a w 1919 w czasie walk na froncie północnym ciężko ranna. W 1920 pełniła służbę w 1 Brygadzie Jazdy, a następnie 11 Pułku Ułanów Legionowych . Była ochotniczką w II powstaniu śląskim.
Po zakończeniu walk 5 maja 1923 roku wróciła na studia. Po uzyskaniu (jako pierwsza kobieta w Polsce) dyplomu pracowała w Laboratorium Bakteriologicznym i Dóbr Państwowych w Warszawie. W 1927 była kierowniczką sanitarną w miejskim Zakładzie Utylizacyjnym w Warszawie , a w 1932 roku została kierownikiem sanitarnym rzeźni warszawskiej. Pracę zawodową łączyła z aktywnością społeczną, m.in. w Zarządzie Głównym Stowarzyszenia „Rodzina Wojskowa” i Akademickim Związku Sportowym.
Po agresji sowieckiej na Polskę wyjechała z mężem i córką z rodziną do Francji, gdzie jej mąż wstąpił do Wojska Polskiego, a sama podjęła pracę w Instytucie Pasteura. Po klęsce Francji jej mąż został ewakuowany na Wyspy Brytyjskie. Ona sama wraz z córką brała udział w ruchu oporu, m.in. organizując transport alianckich żołnierzy przez Pireneje. Za swoją działalność obie zostały w 1942 r. aresztowane i osadzone w obozie koncentracyjnym Ravensbrück. W kwietniu 1945 r. przeżyła ewakuację obozu, wróciła do Polski, pracowała m.in. w Powiatowej Stacji Sanitarno-Epidemiologicznej w Myślenicach (gdzie organizowała dział higieny komunalnej) i w tamtejszym szpitalu (gdzie organizowała pracownię analityki medycznej), a także na stanowisku miejskiego lekarza weterynarii w Ostródzie. Na emeryturę przeszła w 1973 r. 
Zmarła 29 listopada 1980 r. w Warszawie i została pochowana na cmentarzu Powązkowskim (kwatera 248-4-3,4).
Dwukrotnie zamężna: w 1919 (przez kilka miesięcy) z Hugonem Trzebickim, drugim mężem był oficer zawodowy Kazimierz Gedymin Jurgielewicz (1891–1956), z którym miała córkę Krystynę po mężu Bielczyk (1921–2014), której rodzicami chrzestnymi byli Józef Piłsudski i Michalina Mościcka.

## Ordery i odznaczenia
- Krzyż Srebrny Orderu Wojennego Virtuti Militari[9]
- Krzyż Niepodległości z Mieczami (7 lipca 1931)[10]
- Krzyż Walecznych (czterokrotnie)[4]